# 上新世
| 系/纪                      | 统/世  | 阶/期      | 年代（百万年） | 年代（百万年） |
| -------------------------- | ------ | ---------- | -------------- | -------------- |
| 第四纪                     | 更新世 | 格拉斯期   | 至今           | 至今           |
| 新近纪                     | 上新世 | 皮亚琴期   | 2.58           | 3.600          |
| 新近纪                     | 上新世 | 赞克尔期   | 3.600          | 5.333          |
| 新近纪                     | 中新世 | 墨西拿期   | 5.333          | 7.246          |
| 新近纪                     | 中新世 | 托尔顿期   | 7.246          | 11.63          |
| 新近纪                     | 中新世 | 塞拉瓦尔期 | 11.63          | 13.82          |
| 新近纪                     | 中新世 | 兰盖期     | 13.82          | 15.97          |
| 新近纪                     | 中新世 | 波尔多期   | 15.97          | 20.44          |
| 新近纪                     | 中新世 | 阿基坦期   | 20.44          | 23.03          |
| 古近纪                     | 渐新世 | 恰特期     | 之前           | 之前           |
| 参考國際地層委員會的分类法 |        |            |                |                |

上新世（英語：Pliocene）是地质时代中新近纪的最新的一个世，它从距今530万年开始，距今260万年结束。上新世前是中新世，其后是更新世。
如同其它许多比较老的地质时代，上新世与其它相邻的时代的地層的分界定义分明，但其精确的时间范围还不十分准确。上新世与中新世之间的边界不是一个全球性的事件，而是地区性的从比较温暖的中新世转化为比较寒冷的上新世，上新世与更新世之间的边界一直被认为从更新世冰川的开始，但最近的分析认为这个边界有点太晚了。

## 下分
根据不同的动物上新世又可分为两个期：
| 上新世晚期（皮亞琴期） | （360—258.8万年） |
| 上新世早期（赞克尔期） | （533.2—360万年） |

## 气候
上新世時氣候開始變冷變乾，四季比此前的中新世分明，有點像今天的氣候。上新世開始前後南极洲开始被冰雪覆盖，中纬度的冰川在上新世末期前也已发展，北冰洋的冰层形成。上新世末期时南极洲已经终年被冰雪覆盖。

## 古地理
上新世时大陆板块继续向它们今天的位置移动，上新世初它们离今天的位置约为250千米，上新世它们离今天的位置约70千米。南美洲与北美洲通过巴拿马地峡连接到一起，导致南美洲的有袋类动物几乎灭绝。巴拿马地峡的形成对地球的气候有很大影响，原来沿赤道的大洋暖流被切断，大西洋开始变冷，大西洋和北冰洋的水温降低。
非洲板块与欧洲板块的碰撞使地中海开始形成。古地中海消失。
海面的降低使亚洲和阿拉斯加之间形成了一条地峡。
在地中海、印度和中国有上新世的海底岩石暴露，其它地方上新世的海底岩石一般在海岸附近可以找到。

## 植物
上新世气候的变化对植物带来的变化很大，全世界热带种类减少，落叶森林扩展，北方被松柏林和冻土地带覆盖，除南极洲外在所有的大陆上草原扩张。只有在赤道地区还有热带森林，在亚洲和非洲疏林草原和沙漠出现。

## 动物
不论是海生动物还是陆地动物，上新世的动物已经相当现代化了，陆地动物还有些原始。最早的人属在上新世末出现。
非洲与欧亚大陆的碰撞，南北美洲之间的地峡的形成和亚洲和北美洲之间的地峡的形成导致过去分散存在的种类混合、迁徙和互相接触。
草食动物和一些肉食动物变大。

### 哺乳动物
在北美洲，啮齿目动物、乳齿象和铲齿象类，负鼠依然昌盛，而有蹄动物则变少，骆驼、鹿和马的数量降低。犀牛、貘和爪兽灭绝。食肉动物中鼬鼠家族种类增多，犬科和熊科也很成功。地懶、雕齿兽和犰狳等沿巴拿马地峡从南美洲进入北美洲。
在欧亚大陆上啮齿动物繁荣，而灵长目的分布范围减小了。象、鬣齿兽和劍齒象在亚洲繁盛。蹄兔从非洲进入亚洲，马的分布减少了，而爪兽类和犀牛相当成功。牛和羚羊也很繁盛，一些骆驼从北美洲进入亚洲。鬣狗和早期的剑齿虎出现。
在非洲有蹄类动物最多，灵长目动物继续它们的进化，上新世末期南方古猿出现。啮齿动物和象的数量增加，牛和羚羊不断有新的种类出现，后来它们的种类和数量多于猪的种类和数量。早期的长颈鹿出现了，骆驼从北美洲经过亚洲进入非洲。马和现代的犀牛出现。食肉动物有熊、犬科动物、鼬鼠、猫科动物、鬣狗和麝貓。在这么多竞争者的压力下鬣狗开始成为腐食动物。
自白堊紀後，北美洲的物種再次進入到南美洲，來自北美洲的齧齒類及靈長類來到南美洲後，與牠們南美洲的近親共同分享棲息地，而來自北美洲的北方真獸類則幾乎使得南美洲的滑距骨目及南方有蹄目走向滅絕，僅剩下後弓獸科及箭齒獸科存活至更新世。自北美洲遷徙至南美洲的動物包括小型鼬科、長鼻浣熊與南美短面熊屬等，反之遷徙至北美洲的動物則包括雕齒獸、地懶、豚鼠小目、荷氏獸屬及犰狳等。
在澳大利亚最主要的哺乳动物依然是有袋类动物，其中包括食草的袋熊和双门齿目动物。肉食的有袋动物有袋狼和袋狮，啮齿动物进入澳洲，蝙蝠也很繁荣。单孔目的今天的鸭嘴兽出现了。在海洋中鲸是顶级掠食者。

## 海洋
上新世的海洋依然相当温暖，但其水温在不断下降。北冰洋的冰盖形成后使得气候变得干燥，北大西洋上的浅寒流加剧。
除鲸外海洋中的哺乳动物还有海牛、海豹和海狮。

## 超新星
在2002年，Narciso Benítez等人計算出大約在200萬年前，也就是上新世要結束的時候，一群距離地球約130光年，屬於天蝎-半人馬OB星協的明亮的O和B恆星中的一顆或多顆的超新星爆炸產生了被稱為本地泡的特徵。如此近距離的爆炸可能破壞了地球大氣層中的臭氧層，并造成一些海洋生物滅絕（在峰值時，一顆超新星的亮度相當於整個星系中2,000億顆恆星的總光度）。